# 亞謝尼齊亞河 (斯特里維戈爾河支流)
亞塞尼察河（烏克蘭語：Ясениця），是烏克蘭西部的河流，屬於斯特里維戈爾河的右支流。該河流經利維夫州的桑比爾區，河道全長15公里，流域面積47平方公里。